# جیپ
جیپ (به انگلیسی: Jeep) شرکت خودروسازی آمریکایی است که زیرمجموعه‌ای از استلانتیس است. از ژانویه ۲۰۱۴ درپی راه‌اندازی گروه فیات کرایسلر اتومبیلز، جیپ نیز به‌عنوان زیرمجموعه‌ای از این گروه خودروسازی، فعالیت می‌نمود و اکنون در مالکیت استلانتیس است.

## تاریخچه
ایده اصلی ساخت جیپ بیشتر از ذهن فرماندهان نظامی در جنگ جهانی اول تراوش کرد. جایی‌که انسان و اسب در میادین باتلاقی و گل آلود جنگ از ادامه راه بازمی‌ایستادند و گاهی جان خود را از دست می‌دادند. این نیاز به خودرویی چند منظوره که در ابتدای پیدایش و طرح‌های اولیه او را به همین نام می‌شناختند، باعث پیدایش نخستین خودرو دو دیفرانسیل به نام جیپ گردید.
نام جیپ از واژه (به انگلیسی: General Purpose) به معنای چندمنظوره که به اختصار به جی. پی (به انگلیسی: G.P) و در اثر تلفظ زیاد، به جیپ (به انگلیسی: Jeep) بدل شد، گرفته شده. رئیس هیئت مدیره شرکت ویلیز، جو فریزر، از اوایل سال ۱۹۳۹ به‌دنبال ساخت خودرویی سبک برای اهداف شناسایی-نظامی بود، با آغاز جنگ جهانی دوم در سوم سپتامبر همان سال در اروپا، و پیش‌بینی درگیری ایالات متحده آمریکا در این بحران، او پیگیری بیشتری نشان داد. حاصل مذاکرات او و افسران تدارکات ارتش برای ساخت خودرویی که در میدان‌های جنگ قابل استفاده باشد، آن بود که قرار شد شرکت ویلیز نمونه اولیه را جهت بررسی آماده نماید.
در خلال پاییز همان سال شرکت ویلیز متوجه شد که شرکت بنتام نیز در این داستان، دستی دارد، سپس مدیران ویلیز متوجه شدند، که آنچه طراحان شرکت بنتام به‌دنبال ساخت آن بودند، مدل پیشرفته‌تری از یک موتورسیکلت جعبه بغل‌دار، بوده است، خودرویی سبک و سریع با ظرفیت حمل سه نفر، درحالی‌که ویلیز به‌دنبال ساخت خودرویی مقاوم و زورمند، با اهداف فوق‌العاده بود.

## بنتام

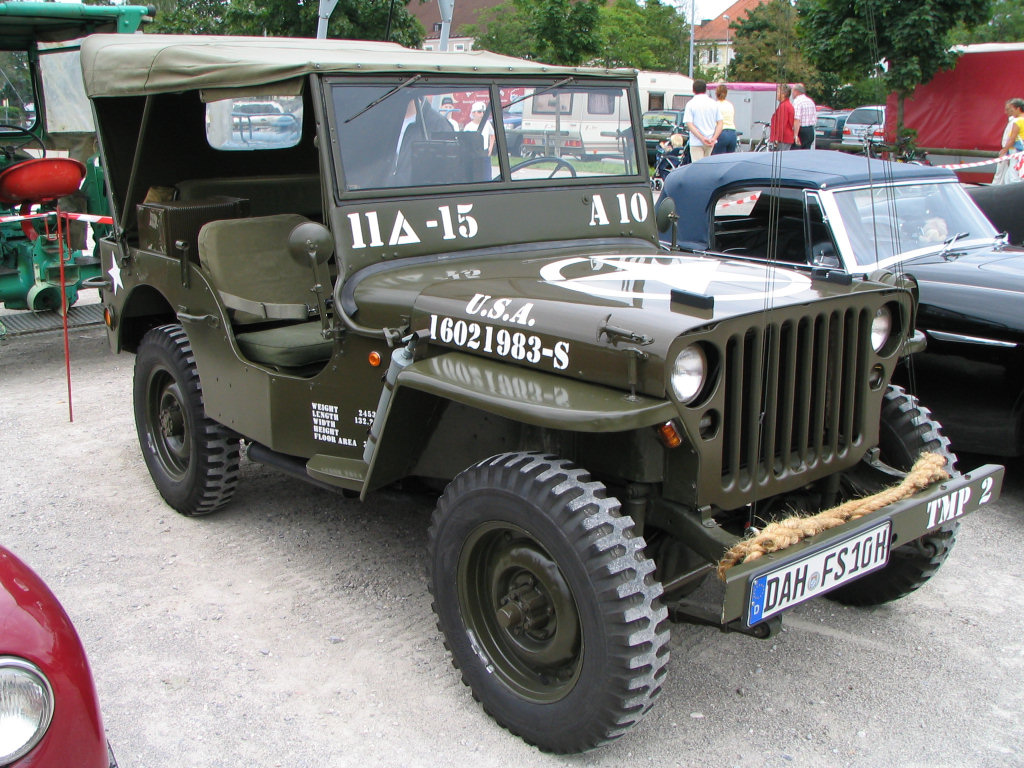
خودرویی نظامی ساخت جیپ

طرح اولیه خودرو با مشخصات فنی ویژه در ژوئیه ۱۹۴۰ از سوی نیروی زمینی ایالات متحده آمریکا ارائه شد و از بین ۱۳۵ شرکت صنعتی که برای کار بر روی این مدل از آن‌ها دعوت شده بود، تنها سه شرکت پا پیش نهادند، شرکت‌های بنتام، ویلیز و فورد.
مدل اولیه موتور چهار سیلندر جیپ، در سال ۱۹۴۰ به سفارش شرکت بنتام، توسط شرکت کنتیننتال ساخته شد، اما این شرکت، بنا به دلایلی در ادامه مسیر ساخت این وسیله نقلیه، از دور رقابت کناره گرفت.
زمانی که برای ساخت نمونه اولیه این خودرو به شرکت‌های شرکت‌کننده در این مناقصه داده شده بود ۴۹ روز بود، فرصت کمی که کارها را مشکل‌تر می‌کرد؛ بنابراین ویلیز اورلند درخواست مدت زمان بیشتری را کرد تا بتواند نمونه‌اش را به اتمام برساند، درحالی‌که امید شرکت بنتام کمک گرفتن از شرکت‌های دیگر بود.
نمونه اولیه خودرویی که سپس تبدیل به نخستین جیپ نظامی یعنی ویلیس ام‌بی گردید، توسط مهندسی اهل دیترویت بنام کارل پرابست طراحی شد. وی که پیش‌تر برای چندین شرکت خودروسازی کار کرده بود، توسط رئیس «کمیته مشورتی پدافند ملی» ویلیام اس. نادزن، معرفی گردید. پراپست پذیرفت که این وظیفه را بدون دریافت هیچ‌گونه حقوق و دستمزدی به‌انجام برساند. وی از ۱۷ ژوئیه ۱۹۴۰ مشغول به‌کار شد و تنها ظرف دو روز، طرح‌های اولیه خودروی مورد نظر بنتام را آماده کرد، نمونه‌ای که سپس به خودروی جیپ تبدیل گردید.

## فورد و ویلیس
نخستین نمونه دست‌ساز بنتام در ۲۱ سپتامبر ۱۹۴۰ تکمیل شد. سرانجام شرکت‌های ویلیز و فورد نیز نمونه‌هایی را بر مبنای طرح‌های بنتام (که از طرف ارتش به آن‌ها ارائه شده بود) آماده ساختند. شرکت ویلیز در نمونه خود که کوآد (چهارگوش) نامگذاری شده بود و فورد در نمونه خود بنام پیگمی (کوتوله) هر کدام تغییراتی را به نمونه اولیه بنتام اضافه کردند.
در نهایت با توجه به وضعیت متزلزل اقتصادی و خط تولید ضعیف بنتام همچنین برتری‌های خودروی ویلیس، قرارداد ارتش به شرکت ویلیز اوورلند واگذار شد و از آنجایی‌که وزارت دفاع ایالات متحده آمریکا احتیاج داشت، که شمار زیادی از این خودرو در مدت بسیار کوتاهی تولید شود، شرکت ویلیز اوورلند از دولت درخواست مجوز غیر انحصاری کرد، تا بتواند به شرکت‌های دیگر اجازه تولید خودرو بر اساس مشخصات ویلیز را اعطاء نماید. بر همین اساس، شرکت ویلیز مشخصات کامل خودروی مورد نظر خود را به شرکت فورد که در تولید سری و سامانه تولید خطی بسیار پرتوان بود ارائه کرد.

## جنگ جهانی دوم
تولید خودرو در کارخانه‌ای در شهر تولیدو، اوهایو آغاز شد. در دوران جنگ جهانی دوم ویلیز و فورد بیش از ۷۰۰ هزار سفارش دریافت کردند، که ۶۴۰ هزار دستگاه از این خودروها را که ویلیس ام‌بی نامیده می‌شد، در شرکت ویلیز ساخته شد. نخستین مدل غیرنظامی جیپ در سال ۱۹۴۵ ساخته شد.

## مالکیت
- ۱۹۴۴ تا ۱۹۵۳: ویلیس
- ۱۹۵۳ تا ۱۹۶۴: ویلیس موتورز
- ۱۹۶۴ تا ۱۹۷۰: کایزر-جیپ
- ۱۹۷۰ تا ۱۹۸۶: امریکن موتورز
- ۱۹۸۶ تا ۱۹۸۷: رنو
- ۱۹۸۷ تا ۱۹۹۸: کرایسلر
- ۱۹۹۸ تا ۲۰۰۷: دایملرکرایسلر
- ۲۰۰۷ تا ۲۰۰۹: گروه کرایسلر
- ۲۰۰۹ تا ۲۰۱۳: فیات
- ۲۰۱۴ تا ۲۰۲۱: فیات کرایسلر اتومبیلز
- ۲۰۲۱ تا تاکنون: استلانتیس

## ریشه نام

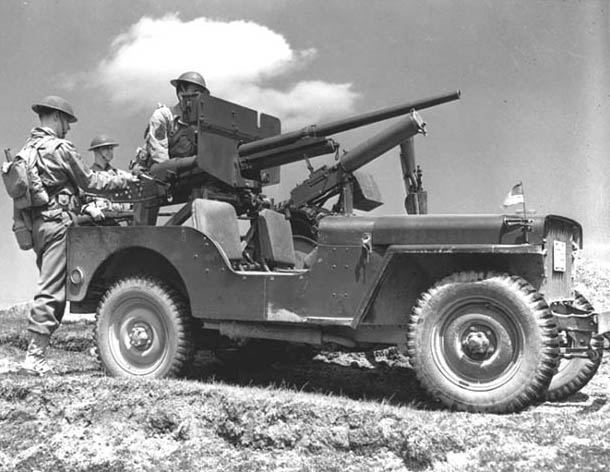
سربازان پیاده‌نظام سوم ایالات متحده ("گارد قدیمی") در مانورهای تابستان ۱۹۴۲ به عنوان بخشی از دفاع از en:St Johns، نیوفاندلند نشان داده می‌شوند. جیپ با یک توپ کالیبر کوچک و یک مسلسل Browning M1917A1 سوار شده است.

جیپ در اصل در زمان جنگ جهانی دوم برای ارتش آمریکا طراحی و ساخته شده بود و سپس برای مصرف همگانی به بازار آمد. با اینکه بسیاری خودروها امروزه مارک اصلی جیپ را ندارند اما این نام در میان مردم به صورت نام مدل درآمده و به خودروهایی مانند لندرور دیفندر هم گاهی جیپ گفته می‌شود.
گفته می‌شود نام جیپ هم از عبارت نظامی "GP" برای این خودرو الهام گرفته شده است. جی پی مخفف عبارت انگلیسی «General Purpose» (استفاده عمومی) یا «Government Purpose» است. برخی این تئوری را رد می‌کنند و می‌گویند جیب برای استفاده‌های عمومی ساخته نشد و با هدف مصرفی مشخص ساخته شد. براساس تئوری دیگری، نام جیپ از یک شخصیت کارتونی به نام یوجین جیپ گرفته شده است که باسرعت و قدرت زیاد از روی موانع و تپه‌ها عبور می‌کرد.

## مدل‌های کنونی
- جیپ کامپس
- جیپ گرند چروکی
- جیپ رانگلر
- جیپ پاتریوت
- جیپ چروکی
- جیپ تریل‌هاوک
- جیپ M 151 A1 میول
- جیپ M 151 A2 میول

## خودروهای مفهومی جیپ

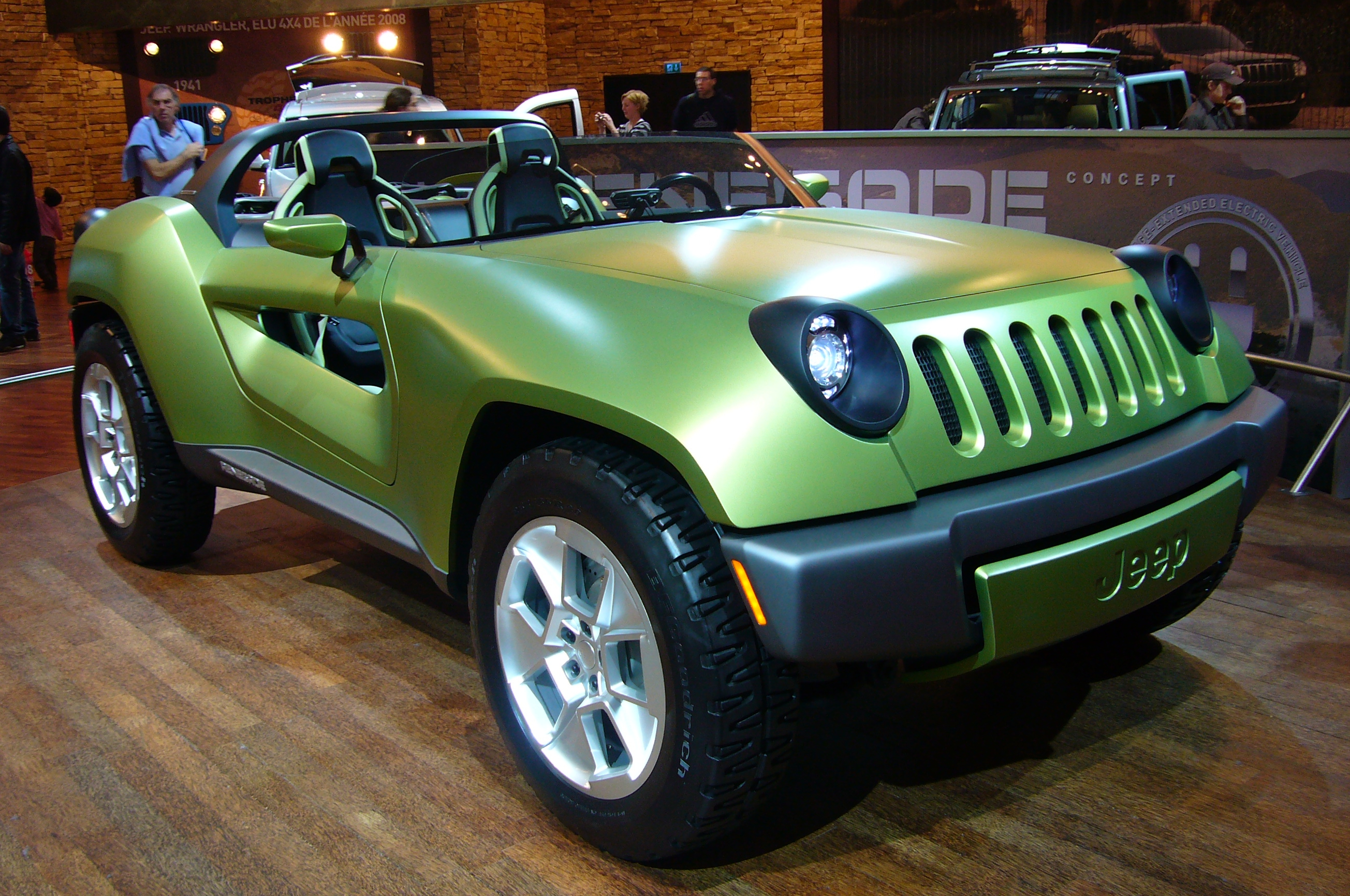
جیپ رنگید کانسپت در نمایشگاه خودرو ۲۰۰۸ پاریس

جیپ از سال ۲۰۰۲ در جشنواره بیابان نوردی مواب جیپ مفهومی‌هایی را به هزاران طرفدار رانندگی آف رود معرفی می‌کند که بیشترشان مدل‌های تقویت شده با وسایل اضافی است که به‌طور جداگانه توسط موپار، شرکت قطعه‌سازی متعلق به گروه کرایسلر ساخته شده و جداگانه فروخته می‌شود.

## فروش
در پایان سال مالی ۱۹۹۹ شمار خودروهای فروخته‌شده توسط جیپ در مجموع به ۶۷۵٫۴۹۴ دستگاه رسید. در سال ۲۰۱۲ این رقم از مرز ۷۰۰ هزار خودرو گذر کرد و در پایان سال مالی ۲۰۱۲ شمار خودروهای به‌فروش رفته توسط جیپ، ۷۰۱٫۶۲۶ دستگاه، اعلام شد.

### فروش در روسیه
خودروهای برند جیپ که در فاصله سال ۲۰۰۶ تا ۲۰۱۲ در روسیه به‌فروش رسیده، با توجه به نوع مدل آن‌ها به صورت زیر می‌باشد.
| سال  | چروکی | کاماندر | کامپس | گرند چروکی | لیبرتی | رانگلر | Всего | دینامیک |
| ---- | ----- | ------- | ----- | ---------- | ------ | ------ | ----- | ------- |
| ۲۰۰۶ | ۳۲۱   | ۱۲۹     | ۲۷۰   | ۸۰۵        | —      | —      | ۱۵۶۹  | ۷۷٪     |
| ۲۰۰۷ | ۲۳۰   | ۲۲۲     | ۵۴۷   | ۵۴۶        | ۲۰۹    | ۱۳۶    | ۱۸۹۰  | ۲۰٪     |
| ۲۰۰۸ | ۳۶۵   | ۲۴۸     | ۴۷۹   | ۹۰۶        | ۶۶۹    | ۲۳۴    | ۲۹۰۱  | ۵۳٪     |
| ۲۰۰۹ | ۷۳    | ۹۴      | ۴۰    | ۱۴۰        | ۲۵     | ۴۴     | ۴۱۶   | ۸۶٪     |
| ۲۰۱۰ | ۱۴۷   | ۷۱      | ۱۳    | ۳۶۵        | ۱۳۰    | ۸۳     | ۸۰۹   | ۹۴٪     |
| ۲۰۱۱ | ۱۸۱   | —       | ۲۳۷   | ۱۳۸۱       | ۱۵۵    | ۱۳۹    | ۲۰۹۳  | ۱۵۹٪    |
| ۲۰۱۲ | ۲۶۲   | —       | ۷۶۴   | ۳۱۹۴       | ۱۳۷    | ۳۴۷    | ۴۷۰۴  | ۱۲۵٪    |